# Brookfield (Vermont)
Brookfield és una població dels Estats Units a l'estat de Vermont. Segons el cens del 2000 tenia 1.222 habitants.

## Demografia
Segons el cens del 2000, Brookfield tenia 1.222 habitants, 475 habitatges, i 351 famílies. La densitat de població era d'11,4 habitants per km².
Per edats la població es repartia de la següent manera: un 25,1% tenia menys de 18 anys, un 5,6% entre 18 i 24, un 27,9% entre 25 i 44, un 30% de 45 a 60 i un 11,4% 65 anys o més.
L'edat mediana era de 40 anys. Per cada 100 dones de 18 o més anys hi havia 96,4 homes.
La renda mediana per habitatge era de 45.515 $ i la renda mediana per família de 51.071 $. Els homes tenien una renda mediana de 34.464 $ mentre que les dones 24.258 $. La renda per capita de la població era de 21.502 $. Entorn del 2,5% de les famílies i el 6,1% de la població estaven per davall del llindar de pobresa.